# Motu proprio
Een motu proprio is een pauselijke brief (apostolisch schrijven) op persoonlijk initiatief van de paus, zonder formele afstemming met kardinalen en de curie, in zijn eigen handschrift. Een motu proprio heeft de vorm van een decreet met persoonlijke ondertekening en datering door de paus in het Latijn. Een zegel en het contrazegel ontbreken.
De term motu proprio komt uit het Latijn en betekent letterlijk uit eigen beweging. Vaak gaat het in een motu proprio om de afhandeling van administratieve zaken of de toekenning van een privilege. Paus Innocentius VIII maakte als eerste in 1484 gebruik van deze vorm.
Een motu proprio is geldig, zelfs als het tegen eerdere pauselijke beslissingen ingaat of indruist tegen het geldende canoniek recht. Canon 38 van de Codex Iuris Canonici van 1983 geeft aan dat een motu proprio de wijziging uitdrukkelijk moet vastleggen om effectief te zijn. Men verwijst naar een motu proprio met de openingswoorden, evenals bij een encycliek en andere pauselijke documenten, constituties van concilies en publicaties van de Curie (constituties, apostolische exhortaties en instructies). In tegenstelling tot deze documenten kan het bij een motu proprio in de titel behalve om Latijn ook om andere talen gaan.

## Enkele voorbeelden
- Het motu proprio Tra le sollecitudini van 22 november 1903 van paus Pius X wordt gezien als het officiële beginpunt van de Liturgische Beweging: hierin besloot de paus tot het herstel van het gregoriaans en bepaalde hij dat de muzikale opleiding aan de seminaries verbeterd diende te worden.
- Paus Paulus VI publiceerde op 11 februari 1965 het motu proprio Ad purpuratorum patrum collegium waarin de procedure werd geregeld bij een benoeming tot kardinaal van patriarchen van de met de rooms-katholieke kerk verbonden oosters-katholieke kerken.
- Met het motu proprio Apostolica sollicitudo van 15 september 1965 stelde paus Paulus VI de bisschoppensynode in als pauselijk gremium.
- Paus Paulus VI ontnam in 1970 met Ingravescentem Ætatem kardinalen van 80 jaar en ouder hun stemrecht tijdens het conclaaf.
- Een voorbeeld van een motu proprio is de brief Familia a Deo instituta van 9 mei 1981 waarmee de Pauselijke Raad voor het Gezin werd opgericht.
- Het motu proprio Ecclesia Dei van 2 juli 1988 betrof de reactie van paus Johannes Paulus II op de ongeoorloofde bisschopswijdingen van 30 juni dat jaar door mgr. Marcel Lefebvre, de oprichter van de Priesterbroederschap Sint Pius X.
- In zijn motu proprio Die alterwürdige Basilika van 31 mei 2005 bepaalde Paus Benedictus XVI voor de Romeinse basiliek Sint-Paulus buiten de Muren (San Paolo fuori le muri) de exacte status van de daar gehuisveste abdij.
- In het motu proprio Summorum Pontificum van 7 juli 2007 verruimde paus Benedictus per 14 september 2007 de mogelijkheden om de mis te vieren volgens de Tridentijnse ritus.
- Paus Benedictus XVI publiceerde op 22 februari 2013 het motu proprio Normas nonnullas waarbij de - in het Universi Dominici Gregis vastgelegde - procedure voor bijeenroeping van een conclaaf na aanvang van een periode van sede vacante werd aangepast.
- Ai nostri tempi, van 11 juli 2013 door Paus Franciscus, op delen van het canoniek recht[1] met veranderingen in Vatican City State Law No. IX, of 11 July 2013, containing Amendments to the Criminal Code and the Criminal Procedure Code[2] en Vatican City State Law No. VIII, of 11 July 2013, containing Supplementary Norms on Criminal Law Matters.[3]
- In het motu proprio Aperuit illis van 30 september 2019 gaat paus Franciscus in op het lezen van de H. Schrift en op de toelichting daarop in de zondagspreek.